# نصف‌النهار ۹۷ درجه غربی
نصف‌النهار ۹۷ درجه غربی ۹۷مین نصف‌النهار غربی از گرینویچ است که از لحاظ زمانی ۶ساعت و ۲۸دقیقه با گرینویچ اختلاف زمانی دارد.
این نصف‌النهار از قطب شمال شروع و از مناطق زیر گذشته و به قطب جنوب ختم می‌شود.
- کانادا
- ایالات متحده آمریکا
- اقیانوس آرام